# Campeonato Mundial de Voleibol Femenino de 2002
El XIV Campeonato Mundial de Voleibol Femenino se celebró en Alemania entre el 30 de agosto y el 15 de septiembre de 2002 bajo la organización de la Federación Internacional de Voleibol (FIVB) y la Federación Alemana de Voleibol.
Compitieron en el evento 24 selecciones nacionales afiliadas a la FIVB por el título mundial, cuyo anterior portador era la selección de Cuba, ganadora del Mundial de 1998.
El equipo de Italia conquistó su primer título mundial al vencer en la final al equipo de los Estados Unidos con un marcador de 2-3. El conjunto de Rusia ganó la medalla de bronce en el partido por el tercer puesto contra el equipo de China.

## Organización

### Sedes
| Foto | Grupo      | Ciudad    | Instalación                    | Capacidad |
| ---- | ---------- | --------- | ------------------------------ | --------- |
|      | A          | Münster   | Pabellón Münsterland           | 11.000    |
|      | B          | Schwerin  | Pabellón de Deportes           | 8.000     |
|      | C          | Dresde    | Pabellón Multiusos             | 3.500     |
|      | D          | Leipzig   | Arena Leipzig                  | 9.500     |
|      | E          | Bremen    | Stadthalle                     | 9.000     |
|      | F          | Stuttgart | Pabellón Hanns Martin Schleyer | 12.500    |
|      | C y G      | Riesa     | Erdgas Arena                   | 9.000     |
|      | Fase final | Berlín    | Pabellón Max Schmeling         | 10 000    |

### Calendario
| 1F | Primera fase | 2F | Segunda fase | 3F | Tercera fase | FF | Fase final |

| Agosto/ septiembre de 2002 | 30 Vie  | 31 Sáb  | 01 Dom  | 02 Lun  | 03 Mar  | 04 Mié | 05 Jue | 06 Vie | 07 Sáb | 08 Dom | 09 Lun | 10 Mar | 11 Mié | 12 Jue | 13 Vie | 14 Sáb | 15 Dom |
| -------------------------- | ------- | ------- | ------- | ------- | ------- | ------ | ------ | ------ | ------ | ------ | ------ | ------ | ------ | ------ | ------ | ------ | ------ |
| Fase (no. de partidos)     | 1F (12) | 1F (12) | 1F (12) | 1F (12) | 1F (12) | —      | —      | 2F (6) | 2F (6) | 2F (6) | —      | —      | FF (8) | FF (2) | FF (2) | FF (2) | FF (2) |

## Grupos
| Grupo A         | Grupo B       | Grupo A              | Grupo B   |
| --------------- | ------------- | -------------------- | --------- |
| Alemania        | Cuba          | Rusia                | Brasil    |
| Italia          | Corea del Sur | Estados Unidos       | China     |
| Japón           | Países Bajos  | Argentina            | Australia |
| Bulgaria        | Canadá        | República Dominicana | Tailandia |
| República Checa | Rumanía       | Kenia                | Polonia   |
| México          | Egipto        | Puerto Rico          | Grecia    |

## Primera fase
- Todos los partidos en la hora local de Alemania (UTC+1).

Los primeros tres de cada grupo pasan a la segunda fase.

### Grupo A
| Equipo          | J | G | P | SG | SP | R     | PG  | PP  | R     | PTS |
| --------------- | - | - | - | -- | -- | ----- | --- | --- | ----- | --- |
| Italia          | 5 | 5 | 0 | 15 | 0  | MAX   | 382 | 288 | 1,326 | 10  |
| Bulgaria        | 5 | 3 | 2 | 10 | 6  | 1,667 | 368 | 339 | 1,086 | 8   |
| Alemania        | 5 | 3 | 2 | 9  | 9  | 1,000 | 429 | 403 | 1,065 | 8   |
| Japón           | 5 | 2 | 3 | 8  | 10 | 0,800 | 402 | 401 | 1,002 | 7   |
| República Checa | 5 | 2 | 3 | 8  | 12 | 0,667 | 435 | 464 | 0,938 | 7   |
| México          | 5 | 0 | 5 | 2  | 15 | 0,133 | 294 | 415 | 0,708 | 5   |

- Resultados

| Fecha | Hora  | Partido¹        | Partido¹ | Partido¹        | Resultado | S1    | S2    | S3    | S4    | S5    | Total   |
| ----- | ----- | --------------- | -------- | --------------- | --------- | ----- | ----- | ----- | ----- | ----- | ------- |
| 30.08 | 12:00 | Italia          | -        | Japón           | 3-0       | 25-11 | 26-24 | 25-21 | –     | –     | 76-56   |
| 30.08 | 16:30 | República Checa | -        | Alemania        | 2-3       | 20-25 | 30-28 | 22-25 | 27-25 | 13-15 | 112-111 |
| 30.08 | 19:00 | México          | -        | Bulgaria        | 0-3       | 22-25 | 16-25 | 17-25 | –     | –     | 55-75   |
| 31.08 | 15:00 | Japón           | -        | Alemania        | 1-3       | 21-25 | 19-25 | 27-25 | 21-25 | –     | 88-100  |
| 31.08 | 17:30 | Italia          | -        | México          | 3-0       | 25-17 | 25-13 | 25-19 | –     | –     | 75-49   |
| 31.08 | 19:30 | Bulgaria        | -        | República Checa | 3-0       | 25-19 | 25-23 | 25-9  | –     | –     | 75-51   |
| 01.09 | 13:00 | México          | -        | Japón           | 0-3       | 13-25 | 16-25 | 11-25 | –     | –     | 40-75   |
| 01.09 | 16:00 | Alemania        | -        | Bulgaria        | 0-3       | 24-26 | 23-25 | 20-25 | –     | –     | 67-76   |
| 01.09 | 18:30 | República Checa | -        | Italia          | 0-3       | 18-25 | 21-25 | 22-25 | –     | –     | 61-75   |
| 02.09 | 13:00 | Japón           | -        | Bulgaria        | 3-1       | 16-25 | 25-22 | 25-20 | 25-22 | –     | 91-89   |
| 02.09 | 18:00 | México          | -        | República Checa | 2-3       | 25-23 | 25-23 | 19-25 | 18-25 | 17-19 | 104-115 |
| 02.09 | 20:30 | Italia          | -        | Alemania        | 3-0       | 25-18 | 31-29 | 25-22 | –     | –     | 81-69   |
| 03.09 | 13:00 | República Checa | -        | Japón           | 3-1       | 25-23 | 21-25 | 25-21 | 25-23 | –     | 96-92   |
| 03.09 | 18:00 | Bulgaria        | -        | Italia          | 0-3       | 18-25 | 16-25 | 19-25 | –     | –     | 53-75   |
| 03.09 | 20:30 | Alemania        | -        | México          | 3-0       | 25-13 | 25-14 | 25-19 | –     | –     | 75-46   |

- (¹) – Todos en Münster.

### Grupo B
| Equipo        | J | G | P | SG | SP | R     | PG  | PP  | R     | PTS |
| ------------- | - | - | - | -- | -- | ----- | --- | --- | ----- | --- |
| Corea del Sur | 5 | 5 | 0 | 15 | 3  | 5,000 | 425 | 334 | 1,272 | 10  |
| Cuba          | 5 | 4 | 1 | 14 | 5  | 2,800 | 436 | 356 | 1,225 | 9   |
| Países Bajos  | 5 | 3 | 2 | 9  | 7  | 1,286 | 373 | 336 | 1,110 | 8   |
| Rumanía       | 5 | 2 | 3 | 8  | 9  | 0,889 | 383 | 376 | 1,019 | 7   |
| Canadá        | 5 | 1 | 4 | 5  | 12 | 0,417 | 339 | 337 | 0,899 | 6   |
| Egipto        | 5 | 0 | 5 | 0  | 15 | 0,000 | 198 | 375 | 0,528 | 5   |

- Resultados

| Fecha | Hora  | Partido¹      | Partido¹ | Partido¹      | Resultado | S1    | S2    | S3    | S4    | S5    | Total   |
| ----- | ----- | ------------- | -------- | ------------- | --------- | ----- | ----- | ----- | ----- | ----- | ------- |
| 30.08 | 14:00 | Países Bajos  | -        | Rumanía       | 3-1       | 25-22 | 25-19 | 27-29 | 25-16 | –     | 102-86  |
| 30.08 | 17:00 | Egipto        | -        | Canadá        | 0-3       | 9-25  | 23-25 | 12-25 |       | –     | 44-75   |
| 30.08 | 19:30 | Cuba          | -        | Corea del Sur | 2-3       | 20-25 | 25-18 | 25-20 | 21-25 | 12-15 | 103-103 |
| 31.08 | 14:00 | Países Bajos  | -        | Egipto        | 3-0       | 25-12 | 25-13 | 25-13 | –     | –     | 75-38   |
| 31.08 | 17:00 | Canadá        | -        | Cuba          | 2-3       | 25-22 | 22-25 | 25-21 | 14-25 | 10-15 | 96-108  |
| 31.08 | 19:30 | Rumanía       | -        | Corea del Sur | 1-3       | 17-25 | 21-25 | 25-22 | 22-25 | –     | 85-97   |
| 01.09 | 14:00 | Cuba          | -        | Países Bajos  | 3-0       | 25-19 | 25-19 | 25-20 | –     | –     | 75-58   |
| 01.09 | 17:00 | Corea del Sur | -        | Canadá        | 3-0       | 25-11 | 25-19 | 25-15 | –     | –     | 75-45   |
| 01.09 | 19:30 | Egipto        | -        | Rumanía       | 0-3       | 14-25 | 13-25 | 14-25 | –     | –     | 41-75   |
| 02.09 | 14:00 | Países Bajos  | -        | Corea del Sur | 0-3       | 23-25 | 18-25 | 22-25 | –     | –     | 63-75   |
| 02.09 | 17:00 | Egipto        | -        | Cuba          | 0-3       | 11-25 | 13-25 | 13-25 | –     | –     | 37-75   |
| 02.09 | 19:30 | Rumanía       | -        | Canadá        | 3-0       | 25-21 | 25-18 | 25-22 | –     | –     | 75-61   |
| 03.09 | 14:00 | Corea del Sur | -        | Egipto        | 3-0       | 25-13 | 25-10 | 25-15 | –     | –     | 75-38   |
| 03.09 | 17:00 | Cuba          | -        | Rumanía       | 3-0       | 25-18 | 25-21 | 25-23 | –     | –     | 75-62   |
| 03.09 | 19:30 | Canadá        | -        | Países Bajos  | 0-3       | 18-25 | 21-25 | 23-25 | –     | –     | 62-75   |

- (¹) – Todos en Schwerin.

### Grupo C
| Equipo               | J | G | P | SG | SP | R     | PG  | PP  | R     | PTS |
| -------------------- | - | - | - | -- | -- | ----- | --- | --- | ----- | --- |
| Estados Unidos       | 5 | 5 | 0 | 15 | 2  | 7,500 | 408 | 334 | 1,222 | 10  |
| Rusia                | 5 | 4 | 1 | 14 | 4  | 3,500 | 424 | 296 | 1,432 | 9   |
| Puerto Rico          | 5 | 3 | 2 | 9  | 9  | 1,000 | 364 | 404 | 0,901 | 8   |
| República Dominicana | 5 | 2 | 3 | 7  | 9  | 0,778 | 350 | 369 | 0,949 | 7   |
| Argentina            | 5 | 1 | 4 | 5  | 12 | 0,417 | 348 | 387 | 0,899 | 6   |
| Kenia                | 5 | 0 | 5 | 1  | 15 | 0,067 | 290 | 394 | 0,736 | 5   |

- Resultados

| Fecha | Hora  | Partido¹             | Partido¹ | Partido¹             | Resultado | S1    | S2    | S3    | S4    | S5    | Total   |
| ----- | ----- | -------------------- | -------- | -------------------- | --------- | ----- | ----- | ----- | ----- | ----- | ------- |
| 30.08 | 14:00 | Kenia                | -        | Puerto Rico          | 1-3       | 18-25 | 25-19 | 14-25 | 23-25 | –     | 80-94   |
| 30.08 | 17:30 | Argentina            | -        | Estados Unidos       | 0-3       | 21-25 | 23-25 | 21-25 | –     | –     | 65-75   |
| 30.08 | 19:00 | Rusia                | -        | República Dominicana | 3-1       | 25-11 | 21-25 | 25-18 | 25-18 | –     | 96-72   |
| 31.08 | 15:00 | Kenia                | -        | Argentina            | 0-3       | 14-25 | 22-25 | 20-25 | –     | –     | 56-75   |
| 31.08 | 17:30 | Estados Unidos       | -        | Rusia                | 3-2       | 22-25 | 25-22 | 25-23 | 19-25 | 15-8  | 106-103 |
| 31.08 | 19:00 | Puerto Rico          | -        | República Dominicana | 3-0       | 25-19 | 28-26 | 25-22 | –     | –     | 78-67   |
| 01.09 | 15:00 | Argentina            | -        | Puerto Rico          | 2-3       | 25-23 | 23-25 | 19-25 | 25-17 | 13-15 | 105-105 |
| 01.09 | 17:30 | República Dominicana | -        | Estados Unidos       | 0-3       | 22-25 | 17-25 | 21-25 | –     | –     | 60-75   |
| 01.09 | 19:00 | Rusia                | -        | Kenia                | 3-0       | 25-14 | 25-15 | 25-15 | –     | –     | 75-44   |
| 02.09 | 14:00 | Kenia                | -        | República Dominicana | 0-3       | 20-25 | 20-25 | 21-25 | –     | –     | 61-75   |
| 02.09 | 17:30 | Argentina            | -        | Rusia                | 0-3       | 16-25 | 10-25 | 18-25 | –     | –     | 44-75   |
| 02.09 | 19:00 | Puerto Rico          | -        | Estados Unidos       | 0-3       | 13-25 | 25-27 | 19-25 | –     | –     | 57-77   |
| 03.09 | 14:00 | Estados Unidos       | -        | Kenia                | 3-0       | 25-19 | 25-17 | 25-13 | –     | –     | 75-49   |
| 03.09 | 17:30 | Rusia                | -        | Puerto Rico          | 3-0       | 25-9  | 25-13 | 25-8  | –     | –     | 75-30   |
| 03.09 | 19:00 | República Dominicana | -        | Argentina            | 3-0       | 25-20 | 26-24 | 25-15 | –     | –     | 76-59   |

- (¹) – Todos en Dresde.

### Grupo D
| Equipo    | J | G | P | SG | SP | R     | PG  | PP  | R     | PTS |
| --------- | - | - | - | -- | -- | ----- | --- | --- | ----- | --- |
| Brasil    | 5 | 4 | 1 | 13 | 3  | 4,333 | 389 | 320 | 1,216 | 9   |
| China     | 5 | 4 | 1 | 12 | 5  | 2,400 | 407 | 336 | 1,211 | 9   |
| Grecia    | 5 | 4 | 1 | 12 | 6  | 2,000 | 412 | 400 | 1,030 | 9   |
| Polonia   | 5 | 2 | 3 | 8  | 9  | 0,889 | 383 | 388 | 0,987 | 7   |
| Tailandia | 5 | 1 | 4 | 4  | 13 | 0,308 | 343 | 397 | 0,864 | 6   |
| Australia | 5 | 0 | 5 | 2  | 15 | 0,133 | 324 | 417 | 0,777 | 5   |

- Resultados

| Fecha | Hora  | Partido¹  | Partido¹ | Partido¹  | Resultado | S1    | S2    | S3    | S4    | S5    | Total   |
| ----- | ----- | --------- | -------- | --------- | --------- | ----- | ----- | ----- | ----- | ----- | ------- |
| 30.08 | 14:00 | Polonia   | -        | Brasil    | 0-3       | 18-25 | 19-25 | 18-25 | –     | –     | 55-75   |
| 30.08 | 17:30 | China     | -        | Australia | 3-0       | 25-12 | 25-18 | 25-16 | –     | –     | 75-46   |
| 30.08 | 20:00 | Tailandia | -        | Grecia    | 0-3       | 19-25 | 18-25 | 23-25 | –     | –     | 60-75   |
| 31.08 | 14:30 | Brasil    | -        | China     | 1-3       | 23-25 | 25-23 | 17-25 | 23-25 | –     | 88-98   |
| 31.08 | 17:30 | Tailandia | -        | Polonia   | 0-3       | 23-25 | 23-25 | 17-25 | –     | –     | 63-75   |
| 31.08 | 20:00 | Grecia    | -        | Australia | 3-1       | 25-18 | 25-20 | 19-25 | 25-19 | –     | 94-82   |
| 01.09 | 14:00 | China     | -        | Tailandia | 3-1       | 25-20 | 25-16 | 21-25 | 25-9  | –     | 96-70   |
| 01.09 | 17:30 | Australia | -        | Brasil    | 0-3       | 19-25 | 17-25 | 24-26 | –     | –     | 60-76   |
| 01.09 | 20:00 | Polonia   | -        | Grecia    | 2-3       | 31-33 | 25-16 | 23-25 | 27-25 | 14-16 | 120-115 |
| 02.09 | 14:00 | Grecia    | -        | Brasil    | 0-3       | 18-25 | 12-25 | 23-25 | –     | –     | 53-75   |
| 02.09 | 17:30 | Tailandia | -        | Australia | 3-1       | 25-18 | 21-25 | 25-17 | 25-16 | –     | 96-76   |
| 02.09 | 20:00 | Polonia   | -        | China     | 0-3       | 20-25 | 19-25 | 18-25 | –     | –     | 57-75   |
| 03.09 | 14:00 | Brasil    | -        | Tailandia | 3-0       | 25-22 | 25-13 | 25-19 | –     | –     | 75-54   |
| 03.09 | 17:30 | China     | -        | Grecia    | 0-3       | 20-25 | 22-25 | 21-25 | –     | –     | 63-75   |
| 03.09 | 20:00 | Australia | -        | Polonia   | 0-3       | 24-26 | 22-25 | 14-25 | –     | –     | 60-76   |

- (¹) – Todos en Leipzig.

## Segunda fase
- Todos los partidos en la hora local de Alemania (UTC+1).

Clasifican para los cuartos de final los primeros y segundos de cada grupo, así como los dos terceros mejor clasificados.

### Grupo E
| Equipo | J | G | P | SG | SP | R     | PG  | PP  | R     | PTS |
| ------ | - | - | - | -- | -- | ----- | --- | --- | ----- | --- |
| Rusia  | 3 | 3 | 0 | 9  | 3  | 3,000 | 285 | 239 | 1,192 | 6   |
| Cuba   | 3 | 2 | 1 | 7  | 5  | 1,400 | 270 | 277 | 0,975 | 5   |
| Italia | 3 | 1 | 2 | 6  | 6  | 1,000 | 275 | 263 | 1,046 | 4   |
| Grecia | 3 | 0 | 3 | 1  | 9  | 0,111 | 196 | 247 | 0,794 | 3   |

- Resultados

| Fecha | Hora  | Partido¹ | Partido¹ | Partido¹ | Resultado | S1    | S2    | S3    | S4    | S5    | Total   |
| ----- | ----- | -------- | -------- | -------- | --------- | ----- | ----- | ----- | ----- | ----- | ------- |
| 06.09 | 16:00 | Cuba     | -        | Grecia   | 3-1       | 19-25 | 25-21 | 25-15 | 25-18 | –     | 94-79   |
| 06.09 | 18:30 | Italia   | -        | Rusia    | 2-3       | 18-25 | 26-24 | 17-25 | 25-21 | 13-15 | 99-110  |
| 07.09 | 14:00 | Grecia   | -        | Rusia    | 0-3       | 21-25 | 26-28 | 17-25 | –     | –     | 64-78   |
| 07.09 | 16:30 | Cuba     | -        | Italia   | 3-1       | 32-30 | 17-25 | 25-22 | 26-24 | –     | 100-101 |
| 08.09 | 14:00 | Italia   | -        | Grecia   | 3-0       | 25-14 | 25-23 | 25-16 | –     | –     | 75-53   |
| 08.09 | 16:30 | Rusia    | -        | Cuba     | 3-1       | 22-25 | 19-25 | 25-15 | 25-17 | –     | 97-76   |

- (¹) – Todos en Bremen.

### Grupo F
| Equipo        | J | G | P | SG | SP | R     | PG  | PP  | R     | PTS |
| ------------- | - | - | - | -- | -- | ----- | --- | --- | ----- | --- |
| Corea del Sur | 3 | 2 | 1 | 7  | 3  | 2,333 | 231 | 206 | 1,121 | 5   |
| China         | 3 | 2 | 1 | 6  | 3  | 2,000 | 216 | 172 | 1,256 | 5   |
| Bulgaria      | 3 | 2 | 1 | 6  | 4  | 1,500 | 228 | 204 | 1,118 | 5   |
| Puerto Rico   | 3 | 0 | 3 | 0  | 9  | 0,000 | 132 | 225 | 0,587 | 3   |

- Resultados

| Fecha | Hora  | Partido¹      | Partido¹ | Partido¹      | Resultado | S1    | S2    | S3    | S4    | S5 | Total |
| ----- | ----- | ------------- | -------- | ------------- | --------- | ----- | ----- | ----- | ----- | -- | ----- |
| 06.09 | 16:00 | Bulgaria      | -        | China         | 0-3       | 22-25 | 15-25 | 19-25 | –     | –  | 56-75 |
| 06.09 | 18:30 | Corea del Sur | -        | Puerto Rico   | 3-0       | 25-14 | 25-12 | 25-17 | –     | –  | 75-43 |
| 07.09 | 14:00 | China         | -        | Puerto Rico   | 3-0       | 25-13 | 25-14 | 25-14 | –     | –  | 75-41 |
| 07.09 | 16:30 | Bulgaria      | -        | Corea del Sur | 3-1       | 19-25 | 28-26 | 25-14 | 25-16 | –  | 97-81 |
| 08.09 | 14:00 | Puerto Rico   | -        | Bulgaria      | 0-3       | 15-25 | 16-25 | 17-25 | –     | –  | 48-75 |
| 08.09 | 16:30 | Corea del Sur | -        | China         | 3-0       | 25-22 | 25-21 | 25-23 | –     | –  | 75-66 |

- (¹) – Todos en Stuttgart.

### Grupo G
| Equipo         | J | G | P | SG | SP | R     | PG  | PP  | R     | PTS |
| -------------- | - | - | - | -- | -- | ----- | --- | --- | ----- | --- |
| Estados Unidos | 3 | 3 | 0 | 9  | 2  | 4,500 | 260 | 231 | 1,126 | 6   |
| Brasil         | 3 | 2 | 1 | 6  | 4  | 1,500 | 233 | 221 | 1,054 | 5   |
| Países Bajos   | 3 | 1 | 2 | 6  | 7  | 0857  | 271 | 288 | 0,941 | 4   |
| Alemania       | 3 | 0 | 3 | 1  | 9  | 0,111 | 227 | 251 | 0,904 | 3   |

- Resultados

| Fecha | Hora  | Partido¹       | Partido¹ | Partido¹       | Resultado | S1    | S2    | S3    | S4    | S5    | Total  |
| ----- | ----- | -------------- | -------- | -------------- | --------- | ----- | ----- | ----- | ----- | ----- | ------ |
| 06.09 | 16:00 | Brasil         | -        | Estados Unidos | 0-3       | 20-25 | 21-25 | 24-26 | –     | –     | 65-76  |
| 06.09 | 18:30 | Alemania       | -        | Países Bajos   | 1-3       | 25-18 | 26-28 | 17-25 | 23-25 | –     | 91-96  |
| 07.09 | 14:00 | Brasil         | -        | Alemania       | 3-0       | 25-20 | 25-23 | 25-22 | –     | –     | 75-65  |
| 07.09 | 16:30 | Estados Unidos | -        | Países Bajos   | 3-2       | 25-15 | 18-25 | 25-17 | 21-25 | 15-13 | 104-95 |
| 08.09 | 14:00 | Países Bajos   | -        | Brasil         | 1-3       | 17-25 | 25-17 | 24-26 | 14-25 | –     | 80-93  |
| 08.09 | 16:30 | Alemania       | -        | Estados Unidos | 0-3       | 26-28 | 20-25 | 25-27 | –     | –     | 71-80  |

- (¹) – Todos en Riesa.

## Fase final
- Todos los partidos en la hora local de Alemania (UTC+1).

|  | Cuartos de final | Cuartos de final |                |        | Semifinales      | Semifinales      |       |                | Final            | Final            |  |
|  | 11 de septiembre | 11 de septiembre |                |        | 13 de septiembre | 13 de septiembre |       |                | 14 de septiembre | 14 de septiembre |  |
|  |                  |                  |                |        |                  |                  |       |                |                  |                  |  |
|  |                  |                  |                |        |                  |                  |       |                |                  |                  |  |
|  | Rusia            | 3                |                |        |                  |                  |       |                |                  |                  |  |
|  | Rusia            | 3                |                |        |                  |                  |       |                |                  |                  |  |
|  | Bulgaria         | 0                |                |        |                  |                  |       |                |                  |                  |  |
|  | Bulgaria         | 0                |                | Rusia  | 2                |                  |       |                |                  |                  |  |
|  |                  |                  |                | Rusia  | 2                |                  |       |                |                  |                  |  |
|  |                  |                  | Estados Unidos | 3      |                  |                  |       |                |                  |                  |  |
|  | Estados Unidos   | 3                | Estados Unidos | 3      |                  |                  |       |                |                  |                  |  |
|  | Estados Unidos   | 3                |                |        |                  |                  |       |                |                  |                  |  |
|  | Cuba             | 0                |                |        |                  |                  |       |                |                  |                  |  |
|  | Cuba             | 0                |                |        |                  |                  |       | Estados Unidos | 2                |                  |  |
|  |                  |                  |                |        |                  |                  |       | Estados Unidos | 2                |                  |  |
|  |                  |                  | Italia         | 3      |                  |                  |       |                |                  |                  |  |
|  | Corea del Sur    | 0                | Italia         | 3      |                  |                  |       |                |                  |                  |  |
|  | Corea del Sur    | 0                |                |        |                  |                  |       |                |                  |                  |  |
|  | Italia           | 3                |                |        |                  |                  |       |                |                  |                  |  |
|  | Italia           | 3                |                | Italia | 3                |                  |       | Tercer lugar   | Tercer lugar     |                  |  |
|  |                  |                  |                | Italia | 3                |                  |       | Tercer lugar   | Tercer lugar     |                  |  |
|  |                  |                  | China          | 1      |                  |                  |       |                |                  |                  |  |
|  | China            | 3                | China          | 1      |                  |                  | Rusia | 3              |                  |                  |  |
|  | China            | 3                |                |        |                  |                  | Rusia | 3              |                  |                  |  |
|  | Brasil           | 2                |                |        |                  |                  |       |                | China            | 1                |  |
|  | Brasil           | 2                |                |        |                  |                  |       |                | China            | 1                |  |
|  |                  |                  |                |        |                  |                  |       |                |                  |                  |  |

### Partidos de clasificación
5.º a 8.º lugar
| Fecha | Hora  | Partido¹      | Partido¹ | Partido¹ | Resultado | S1    | S2    | S3    | S4    | S5   | Total   |
| ----- | ----- | ------------- | -------- | -------- | --------- | ----- | ----- | ----- | ----- | ---- | ------- |
| 12.09 | 20:30 | Bulgaria      | -        | Cuba     | 2-3       | 26-24 | 29-27 | 16-25 | 26-28 | 9-15 | 106-119 |
| 12.09 | 20:30 | Corea del Sur | -        | Brasil   | 3-2       | 25-23 | 19-25 | 25-22 | 21-25 | 15-8 | 105-103 |

- (¹) – El primero en Bremen y el segundo en Stuttgart.

Séptimo lugar
| Fecha | Hora  | Partido¹ | Partido¹ | Partido¹ | Resultado | S1    | S2    | S3    | S4 | S5 | Total |
| ----- | ----- | -------- | -------- | -------- | --------- | ----- | ----- | ----- | -- | -- | ----- |
| 14.09 | 15:00 | Bulgaria | -        | Brasil   | 0-3       | 22-25 | 22-25 | 21-25 | –  | –  | 65-75 |

- (¹) – En Berlín.

Quinto lugar
| Fecha | Hora  | Partido¹ | Partido¹ | Partido¹      | Resultado | S1    | S2    | S3    | S4    | S5    | Total  |
| ----- | ----- | -------- | -------- | ------------- | --------- | ----- | ----- | ----- | ----- | ----- | ------ |
| 15.09 | 12:00 | Cuba     | -        | Corea del Sur | 3-2       | 21-25 | 25-19 | 25-11 | 22-25 | 15-10 | 108-90 |

- (¹) – En Berlín.

### Cuartos de final
| Fecha | Hora  | Partido¹       | Partido¹ | Partido¹ | Resultado | S1    | S2    | S3    | S4    | S5   | Total  |
| ----- | ----- | -------------- | -------- | -------- | --------- | ----- | ----- | ----- | ----- | ---- | ------ |
| 11.09 | 18:00 | Rusia          | -        | Bulgaria | 3-0       | 25-13 | 25-21 | 25-19 | –     | –    | 75-53  |
| 11.09 | 18:00 | Corea del Sur  | -        | Italia   | 0-3       | 20-25 | 22-25 | 19-25 | –     | –    | 61-75  |
| 11.09 | 20:30 | Estados Unidos | -        | Cuba     | 3-0       | 25-22 | 25-15 | 25-21 | –     | –    | 75-58  |
| 11.09 | 20:30 | China          | -        | Brasil   | 3-2       | 25-19 | 21-25 | 23-25 | 25-15 | 15-9 | 109-93 |

- (¹) – El primero en Bremen y el segundo en Stuttgart, y así sucesivamente.

### Semifinales
| Fecha | Hora  | Partido¹ | Partido¹ | Partido¹       | Resultado | S1    | S2    | S3    | S4    | S5   | Total   |
| ----- | ----- | -------- | -------- | -------------- | --------- | ----- | ----- | ----- | ----- | ---- | ------- |
| 13.09 | 15:00 | Rusia    | -        | Estados Unidos | 2-3       | 25-21 | 23-25 | 20-25 | 25-21 | 8-15 | 101-107 |
| 13.09 | 18:00 | Italia   | -        | China          | 3-1       | 25-21 | 23-25 | 25-21 | 25-23 | –    | 96-89   |

- (¹) – Ambos en Berlín.

### Tercer lugar
| Fecha | Hora  | Partido¹ | Partido¹ | Partido¹ | Resultado | S1    | S2    | S3    | S4    | S5 | Total |
| ----- | ----- | -------- | -------- | -------- | --------- | ----- | ----- | ----- | ----- | -- | ----- |
| 14.09 | 18:00 | Rusia    | -        | China    | 3-1       | 25-20 | 21-25 | 25-23 | 25-16 | –  | 96-84 |

- (¹) – En Berlín.

### Final
| Fecha | Hora  | Partido¹       | Partido¹ | Partido¹ | Resultado | S1    | S2    | S3    | S4    | S5    | Total  |
| ----- | ----- | -------------- | -------- | -------- | --------- | ----- | ----- | ----- | ----- | ----- | ------ |
| 15.09 | 15:00 | Estados Unidos | -        | Italia   | 2-3       | 25-18 | 18-25 | 16-25 | 25-22 | 11-15 | 95-105 |

- (¹) – En Berlín.

## Medallero
|        |                |       |
| Italia | Estados Unidos | Rusia |

## Estadísticas

### Clasificación general
| 1. Italia                |
| 2. Estados Unidos        |
| 3. Rusia                 |
| 4. China                 |
| 5. Cuba                  |
| 6. Corea del Sur         |
| 7. Brasil                |
| 8. Bulgaria              |
| 9. Países Bajos          |
| 10. Alemania             |
| 10. Grecia               |
| 10. Puerto Rico          |
| 13. Japón                |
| 13. Polonia              |
| 13. República Dominicana |
| 13. Rumanía              |
| 17. Argentina            |
| 17. Canadá               |
| 17. República Checa      |
| 17. Tailandia            |
| 21. Australia            |
| 21. Egipto               |
| 21. Kenia                |
| 21. México               |

### Distinciones individuales
- Mejor jugadora (MVP) – Elisa Togut ( Italia)
- Mayor anotatora – Yumilka Ruiz ( Cuba) – pts.–
- Mejor colocadora – Marcelle Rodrigues ( Brasil)
- Mejor receptora – Koo Ki-Lan ( Corea del Sur)
- Mejor central – Danielle Scott ( Estados Unidos)
- Mejor opuesta – Yelizaveta Tishchenko ( Rusia)
- Mejor servidora – Nancy Carrillo ( Cuba)